# Яковишин Георгій Вікторович
Георгій Вікторович Яковишин (9 березня 1955, Золотіїв — травень 2006, Рівне) — радянський футболіст. Протягом усієї кар'єри на рівні команди майстрів виступав за рівненський «Авангард».

## Біографія
Народився в селі Золотіїв (нині район міста Рівне), вихованець рівненського футболу. З 1973 року грав за «Авангард», в першій команді дебютував у сезоні 1975 року. У сезоні 1981 року в складі «Авангарду» став бронзовим призером V зони II ліги, серед інших гравців і тренерів був удостоєний диплома Спорткомітету УРСР і почесною грамотою виконкому обласної Ради народних депутатів.
У сезоні 1983 року, виступаючи на позиції захисника, став найкращим бомбардиром «Авангарду» з 16 забитими м'ячами. За підсумками того сезону увійшов до списку 22 найкращих гравців команд VI зони другої ліги за версією Федерації футболу УРСР під першим номером. Закінчив виступи по завершенню сезону 1985 року.
Був капітаном команди, рекордсменом «Авангарду» / «Вереса» за кількістю матчів у чемпіонаті. Разом з вісьмома іншими футболістами «Авангарду» грав за збірну Рівненської області на VIII літній Спартакіаді УРСР і став срібним призером.

## Досягнення

### Командні
- Бронзовий призер чемпіонату УРСР: 1981
- Срібний призер літньої Спартакіади УРСР: 1983

### Особисті
- У списку 22 найкращих футболістів УРСР: № 1 (1983);